# Le Thor
Le Thor település Franciaországban, Vaucluse megyében. Lakosainak száma 8887 fő (2022. január 1.). Le Thor Caumont-sur-Durance, Cavaillon, Châteauneuf-de-Gadagne, L’Isle-sur-la-Sorgue, Jonquerettes, Saint-Saturnin-lès-Avignon és Velleron községekkel határos.

## Népesség
A település népességének változása:
| Lakosok száma | 8532 | 8879 | 9120 | 9071 | 8996 | 8940 | 8883 | 8858 | 8887 |
|               | 2013 | 2015 | 2016 | 2017 | 2018 | 2019 | 2020 | 2021 | 2022 |